# دوغلاس كينيدي (ممثل)
دوغلاس كينيدي (بالإنجليزية: Douglas Kennedy)‏ هو ممثل أمريكي، ولد في 14 سبتمبر 1915 بنيويورك في الولايات المتحدة، وتوفي في 10 أغسطس 1973 بهونولولو في الولايات المتحدة بسبب سرطان.

## أعمال

### أفلام
- (1940) قم يا حبيبي
- (1941) الطبيب المجنون
- (1948) مغامرات دون جوان
- (1954) السامي والقوي

## وصلات خارجية
- دوغلاس كينيدي على موقع IMDb (الإنجليزية)
- دوغلاس كينيدي على موقع ألو سيني (الفرنسية)
- دوغلاس كينيدي على موقع أول موفي (الإنجليزية)
- دوغلاس كينيدي على موقع قاعدة بيانات الأفلام السويدية (السويدية)
- دوغلاس كينيدي على موقع إن إن دي بي (الإنجليزية)
- دوغلاس كينيدي على موقع قاعدة بيانات الفيلم (الإنجليزية)
- دوغلاس كينيدي على موقع كينوبويسك (الروسية)